# Aritaki Arboretum
El Jardín Botánico Aritaki de Koshigaya anteriormente conocido como Arboreto de Aritaki (en japonés: アリタキアーボレータム, Aritaki Āborētamu), es un arboreto y jardín botánico, de 7200 m² de extensión, en Koshigaya, Japón. 
El código de reconocimiento internacional del Aritaki Āborētamu como institución botánica (en el Botanical Gardens Conservation International - BGCI), así como las siglas de su herbario es ARAJK.

## Localización
Aritaki Āborētamu 2566 Koshigaya, Koshigaya-shi, Saitama-ken 343, Japón.
Planos y vistas satelitales.35°53′54.69″N 139°47′24.24″E / 35.8985250, 139.7900667
Se encuentra abierto al público. Se paga una tarifa de entrada.

## Historia
En el año 1898 los terrenos actuales eran de propiedad privada de Taki Heitaro era un parque de unos 3300 m² de extensión, dotado de un estanque y rocalla, plantado de plantas tales como pinos, bambús, ciruelos, arces , y era conocido como el "Jardín del Pino"「松花園」
Después de la muerte de Taki Heitaro en 1927 es su propietario el hijo de Hitaro el botánico Tatsuo Taki, que decide ampliar el jardín comprando terrenos adyacentes. Comenzó a recoger en el centro árboles de clima templado del país y del extranjero (ciprés de los pantanos, y Pterocarya stenoptera) para la investigación de plantas y le puso de nombre al centro アリタキアーボレータム (Arboreto Aritaki).
En el año 1966 se clasifica como Museo y su contenido entonces depende del Ministerio de Educación como instalación equivalente y su contribución fiscal pasa a grado público.
El arboreto Aritaki fue cerrado en 1996. En el año 2001 fallece el propietario Tatsuo Taki a la edad de 97 años. El heredero de Tatsuo Taki en agosto del 2002 legó el arboreto a la municipalidad de Koshigaya con la condición "para sobrevivir como una instalación de jardín botánico o similar a ella", por esto se le cambió el nombre a "Jardín Botánico Aritaki de Koshigaya".
Fue inaugurado como un nuevo jardín botánico de Koshigaya en el 2010 que abrió sus puertas nuevamente al público. 

## Colecciones
Sus colecciones se componen de árboles y arbustos, entre los que destacan:
- Magnoliaceae (Magnolia grandiflora, Magnolia distichum, Magnolia macrophylla, Magnolia sieboldii),
- Theaceae,
- Eucommiaceae,
- Algunas especies raras como Sapium sebiferum, Pterocarya stenoptera, Catalpa speciosa, Quercus serrata, Tilia tomentosa.
- Cornus, Cornus kousa, Cornus florida, Cornus capitata.